# Westworld (bande originale)
Pour les articles homonymes, voir Westworld.
Cette page présente les bandes originales des quatre saisons de la série télévisée Westworld composées par Ramin Djawadi.

## Saison 1
Westworld: Season 1 (Music from the HBO Series) est la bande originale de la première saison de la série télévisée Westworld composée par Ramin Djawadi sortie en téléchargement numérique le 5 décembre 2016 puis au format double CD en février 2017.
En avril 2017, l'album est publié au format triple vinyl.
Outre les compositions originales de musique électronique ou orchestrale de Ramin Djawadi, elle comprend des arrangements pour piano ou orchestre symphonique de chansons d'artistes tels que Radiohead (No Surprises, Fake Plastic Trees, Motion Picture Soundtrack et Exit Music (For a Film)), Soundgarden (Black Hole Sun), The Rolling Stones (Paint It, Black), The Cure (A Forest), The Animals (House of the Rising Sun), Nine Inch Nails (Something I Can Never Have) et Amy Winehouse (Back to Black).
Une version arrangée de Rêverie de Claude Debussy clôt la bande originale.
Un EP de cinq titres incluant le Main Title Theme, Black Hole Sun, Paint It Black, No Surprises et A Forest avait précédé l'album fin octobre 2016.

### Liste des titres
Toute la musique est composée par Ramin Djawadi sauf mention.
| No  | Titre                                                                 | Musique                                                                     | Durée |
| --- | --------------------------------------------------------------------- | --------------------------------------------------------------------------- | ----- |
| 1.  | Main Title Theme - Westworld                                          |                                                                             | 1:41  |
| 2.  | Sweetwater                                                            |                                                                             | 2:53  |
| 3.  | Black Hole Sun                                                        | Chris Cornell                                                               | 2:29  |
| 4.  | Paint It, Black                                                       | - Mick Jagger - Keith Richards                                              | 5:44  |
| 5.  | This World                                                            |                                                                             | 2:29  |
| 6.  | Online                                                                |                                                                             | 4:19  |
| 7.  | No Surprises                                                          | - Thom Yorke - Jonny Greenwood - Ed O'Brien - Colin Greenwood - Phil Selway | 4:02  |
| 8.  | Dr. Ford                                                              |                                                                             | 5:30  |
| 9.  | A Forest                                                              | - Robert Smith - Lol Tolhurst - Simon Gallup - Matthieu Hartley             | 2:48  |
| 10. | Reveries                                                              |                                                                             | 3:00  |
| 11. | Nitro Heist                                                           |                                                                             | 3:31  |
| 12. | Motion Picture Soundtrack (interprété par le Vitamin String Quartet)  | - Yorke - Greenwood - O'Brien - Greenwood - Selway                          | 2:42  |
| 13. | Freeze All Motor Functions                                            |                                                                             | 3:03  |
| 14. | Pariah                                                                |                                                                             | 3:08  |
| 15. | Fake Plastic Trees                                                    | - Yorke - Greenwood - O'Brien - Greenwood - Selway                          | 2:14  |
| 16. | MIB                                                                   |                                                                             | 3:06  |
| 17. | The Maze                                                              |                                                                             | 4:05  |
| 18. | House of the Rising Sun                                               | traditionnel                                                                | 1:24  |
| 19. | Trompe l'œil                                                          |                                                                             | 5:04  |
| 20. | What Does This Mean                                                   |                                                                             | 3:04  |
| 21. | Something I Can Never Have (interprété par le Vitamin String Quartet) | - Trent Reznor - John Fryer                                                 | 5:56  |
| 22. | White Hats                                                            |                                                                             | 2:27  |
| 23. | Back to Black                                                         | - Amy Winehouse - Mark Ronson                                               | 1:58  |
| 24. | No One's Controlling Me                                               |                                                                             | 1:59  |
| 25. | Memories                                                              |                                                                             | 3:44  |
| 26. | No Surprises (Stride Piano)                                           | - Yorke - Greenwood - O'Brien - Greenwood - Selway                          | 2:37  |
| 27. | Violent Delights                                                      |                                                                             | 4:58  |
| 28. | Someday                                                               |                                                                             | 3:40  |
| 29. | Sweetwater Stride                                                     |                                                                             | 0:41  |
| 30. | Do They Dream                                                         |                                                                             | 1:48  |
| 31. | The Stray                                                             |                                                                             | 2:18  |
| 32. | Bicameral Mind                                                        |                                                                             | 4:25  |
| 33. | Exit Music (For a Film)                                               | - Yorke - Greenwood - O'Brien - Greenwood - Selway                          | 4:26  |
| 34. | Rêverie                                                               | Claude Debussy                                                              | 1:42  |

### Distinctions
La bande originale de la première saison de Westworld est nommée en 2016 aux International Film Critics Association Awards et en 2017 pour le Primetime Emmy Award de la meilleure musique dans une série,.

### Classements hebdomadaires
| Classement (2016)          | Meilleure position |
| -------------------------- | ------------------ |
| États-Unis (Billboard 200) | 190                |

## Saison 2
Westworld: Season 2 (Music from the HBO Series) est la bande originale de la deuxième saison de la série télévisée Westworld composée par Ramin Djawadi sortie en téléchargement numérique le 24 juin 2018 puis en double CD le 3 août 2018.
Elle sort au format triple vinyl le 16 novembre 2018.
Comme la bande originale de la première saison, celle-ci comprend des compositions de Ramin Djawadi et des arrangements de chansons. Les artistes revisités sont Kanye West (Runaway), The White Stripes (Seven Nation Army), Wu-Tang Clan (C.R.E.A.M.), Nirvana (Heart-Shaped Box), Radiohead (Codex) et The Rolling Stones avec de nouveau Paint It, Black mais arrangée différemment. La célèbre composition de Scott Joplin, The Entertainer, est également reprise.

### Liste des titres
Toute la musique est composée par Ramin Djawadi sauf mention.
| No  | Titre                         | Musique | Durée |
| --- | ----------------------------- | --- | ----- |
| 1.  | Main Title Theme - Westworld  | | 1:41  |
| 2.  | Journey Into Night            | | 5:29  |
| 3.  | Runaway                       | - Kanye West - Emile Haynie - Jeff Bhasker - Terrence Thornton - Mike Dean - Malik Jones - John Roger Branch | 2:48  |
| 4.  | Myself                        | | 4:02  |
| 5.  | The Entertainer               | Scott Joplin                                                                                                 | 1:06  |
| 6.  | Is This Now?                  | | 4:23  |
| 7.  | Seven Nation Army             | Jack White                                                                                                   | 2:12  |
| 8.  | The Raj                       | | 2:47  |
| 9.  | Les Écorchés                  | | 4:12  |
| 10. | Heart-Shaped Box (Orchestral) | Kurt Cobain                                                                                                  | 3:24  |
| 11. | Akane no Mai                  | | 3:33  |
| 12. | Paint It, Black               | - Mick Jagger - Keith Richards                                                                               | 5:42  |
| 13. | C.R.E.A.M.                    | - Robert Diggs - Jason Hunter - Clifford Smith - Corey Woods                                                 | 1:46  |
| 14. | Virtù e Fortuna               | | 2:18  |
| 15. | A New Voice                   | | 3:30  |
| 16. | Kiksuya                       | | 3:23  |
| 17. | I Remember You                | | 5:22  |
| 18. | Heart-Shaped Box (Piano)      | Cobain | 1:57  |
| 19. | Take My Heart When You Go     | | 4:10  |
| 20. | Virus                         | | 2:52  |
| 21. | My Favorite                   | | 3:35  |
| 22. | Vanishing Point               | | 3:01  |
| 23. | My Speech                     | | 1:17  |
| 24. | A Passage to Another World    | | 4:14  |
| 25. | I Promise                     | | 4:34  |
| 26. | Core Drive                    | | 3:53  |
| 27. | Westworld                     | | 5:21  |
| 28. | Codex                         | - Thom Yorke - Jonny Greenwood - Ed O'Brien - Colin Greenwood - Phil Selway                                  | 3:34  |
| 29. | We'll Meet Again              | | 3:10  |

### Distinction
La bande originale de la deuxième saison de Westworld est nommée  en 2018 pour le Primetime Emmy Award de la meilleure musique dans une série.

### Classements hebdomadaires
| Classement (2018)                     | Meilleure position |
| ------------------------------------- | ------------------ |
| Belgique (Wallonie Ultratop)          | 199                |
| États-Unis (Billboard Soundtracks)    | 23                 |
| Royaume-Uni (Soundtrack Albums (OCC)) | 22                 |

## Saison 3
Westworld: Season 3 (Music from the HBO Series) est la bande originale de la troisième saison de la série télévisée Westworld composée par Ramin Djawadi sortie en téléchargement numérique le 3 mai 2020.
À côté de nouvelles compositions originales, Ramin Djawadi revisite cette fois les titres Sweet Child O' Mine de Guns N' Roses (cette version est entendue dans une bande annonce diffusée en février 2020), Dissolved Girl de Massive Attack, Doomed de Moses Sumney, Hunter de Björk, Wicked Games de The Weeknd, Space Oddity de David Bowie, Brain Damage de Pink Floyd, ainsi que le principal thème musical du film Shinning composé par Wendy Carlos et Rachel Elkind et inspiré du Dies irae dans le cinquième mouvement de la Symphonie fantastique d'Hector Berlioz,.

### Liste des titres
Toute la musique est composée par Ramin Djawadi sauf mention.
| No  | Titre                        | Musique                                                                                  | Durée |
| --- | ---------------------------- | ---------------------------------------------------------------------------------------- | ----- |
| 1.  | Main Title Theme - Westworld |                                                                                          | 1:41  |
| 2.  | Start a Revolution           |                                                                                          | 2:36  |
| 3.  | Caleb                        |                                                                                          | 4:38  |
| 4.  | Rehoboam                     |                                                                                          | 2:39  |
| 5.  | Dissolved Girl               | - Robert Del Naja - Grantley Marshall - Andrew Vowles - Sarah Jay Hawley - Matt Schwartz | 3:27  |
| 6.  | MOTO                         |                                                                                          | 2:40  |
| 7.  | Unsubscribe                  |                                                                                          | 3:15  |
| 8.  | You Are Not Even You         |                                                                                          | 2:04  |
| 9.  | I Don't Do Personals         |                                                                                          | 3:09  |
| 10. | Sweet Child O' Mine          | - Axl Rose - Slash - Izzy Stradlin                                                       | 1:25  |
| 11. | Serac                        |                                                                                          | 3:17  |
| 12. | The Winter Line              |                                                                                          | 4:14  |
| 13. | It's Our Choice              |                                                                                          | 2:41  |
| 14. | Doomed                       | - Moses Sumney - Matt Otto                                                               | 4:01  |
| 15. | Decoherence                  |                                                                                          | 2:54  |
| 16. | Hunter                       | Björk                                                                                    | 3:40  |
| 17. | Why Are We Here?             |                                                                                          | 2:39  |
| 18. | Wicked Games                 | - Abel Tesfaye - Martin McKinney - Carlo Montagnese - Rainer Millar Blancheur            | 5:31  |
| 19. | Hope                         |                                                                                          | 4:42  |
| 20. | Who's to Blame               |                                                                                          | 2:58  |
| 21. | Activate                     |                                                                                          | 3:47  |
| 22. | Space Oddity                 | David Bowie                                                                              | 3:49  |
| 23. | The Choice Is Yours          |                                                                                          | 3:29  |
| 24. | Main Title from The Shining  | - Wendy Carlos - Rachel Elkind                                                           | 2:01  |
| 25. | Brain Damage                 | Roger Waters                                                                             | 3:55  |
| 26. | Divergence                   |                                                                                          | 4:05  |
| 27. | Choose the Beauty            |                                                                                          | 3:29  |
| 28. | Welcome to the End           |                                                                                          | 2:01  |
| 29. | Free Will                    |                                                                                          | 3:34  |

### Classements hebdomadaires
| Classement (2020)                     | Meilleure position |
| ------------------------------------- | ------------------ |
| Royaume-Uni (Soundtrack Albums (OCC)) | 12                 |

## Saison 4
Westworld: Season 4 (Music from the HBO Series) est la bande originale de la quatrième saison de la série télévisée Westworld composée par Ramin Djawadi sortie en téléchargement numérique le 14 août 2022.
Les compositions originales de Ramin Djawadi côtoient cette fois des reprises instrumentales de The Day the World Went Away de Nine Inch Nails (entendue dans une bande annonce diffusée en juin 2022), Video Games de Lana Del Rey, Bad Guy de Billie Eilish, Enter Sandman de Metallica, Pink + White de Frank Ocean, Perfect Day de Lou Reed et Pyramid Song de Radiohead.

### Liste des titres
Toute la musique est composée par Ramin Djawadi sauf mention.
| No  | Titre                        | Musique                                                                     | Durée |
| --- | ---------------------------- | --------------------------------------------------------------------------- | ----- |
| 1.  | Main Title Theme - Westworld |                                                                             | 1:41  |
| 2.  | Parasite                     |                                                                             | 4:03  |
| 3.  | The Day the World Went Away  | Trent Reznor                                                                | 3:40  |
| 4.  | Bad Acid                     |                                                                             | 3:36  |
| 5.  | Olympiad                     |                                                                             | 3:36  |
| 6.  | Video Games                  | - Lana Del Rey - Justin Parker                                              | 3:52  |
| 7.  | Time to Transcend            |                                                                             | 2:18  |
| 8.  | Welcome to the Golden Age    |                                                                             | 2:04  |
| 9.  | Années Folles                |                                                                             | 1:07  |
| 10. | Bad Guy                      | - Billie Eilish - Finneas O'Connell                                         | 2:19  |
| 11. | Sweetwater Temperance        |                                                                             | 2:18  |
| 12. | Enter Sandman                | - Kirk Hammett - James Hetfield - Lars Ulrich                               | 2:40  |
| 13. | Outliers                     |                                                                             | 2:40  |
| 14. | Pink + White                 | - Frank Ocean - Pharrell Williams                                           | 1:02  |
| 15. | The Tower                    |                                                                             | 1:31  |
| 16. | Hale's World                 |                                                                             | 1:07  |
| 17. | Do You Have an Appointment?  |                                                                             | 3:05  |
| 18. | Knowledge                    |                                                                             | 3:06  |
| 19. | Winner Takes All             |                                                                             | 1:51  |
| 20. | Perfect Day                  | Lou Reed                                                                    | 3:31  |
| 21. | Wrong Exit                   |                                                                             | 1:20  |
| 22. | A Message                    |                                                                             | 2:50  |
| 23. | They Are After Your Hooch    |                                                                             | 2:46  |
| 24. | What We Are                  |                                                                             | 3:15  |
| 25. | No More Waiting              |                                                                             | 3:23  |
| 26. | Ancient Wisdom               |                                                                             | 2:15  |
| 27. | Host City                    |                                                                             | 1:51  |
| 28. | Watch You Grow Up            |                                                                             | 2:58  |
| 29. | Finish What We Started       |                                                                             | 3:24  |
| 30. | Blue Dress                   |                                                                             | 4:52  |
| 31. | Pyramid Song                 | - Thom Yorke - Jonny Greenwood - Ed O'Brien - Colin Greenwood - Phil Selway | 3:22  |
| 32. | Set Ourselves Free           |                                                                             | 1:27  |
| 33. | Sweetwater Reprise           |                                                                             | 0:46  |
| 34. | Our World                    |                                                                             | 2:58  |